# Yūki Ishikawa
Yūki Ishikawa (jap. 石川祐希 Ishikawa Yūki; ur. 11 grudnia 1995 w Okazaki) – japoński siatkarz, grający na pozycji przyjmującego, reprezentant Japonii.

Yūki Ishikawa zawodnikiem Sir Susa Vim Perugia

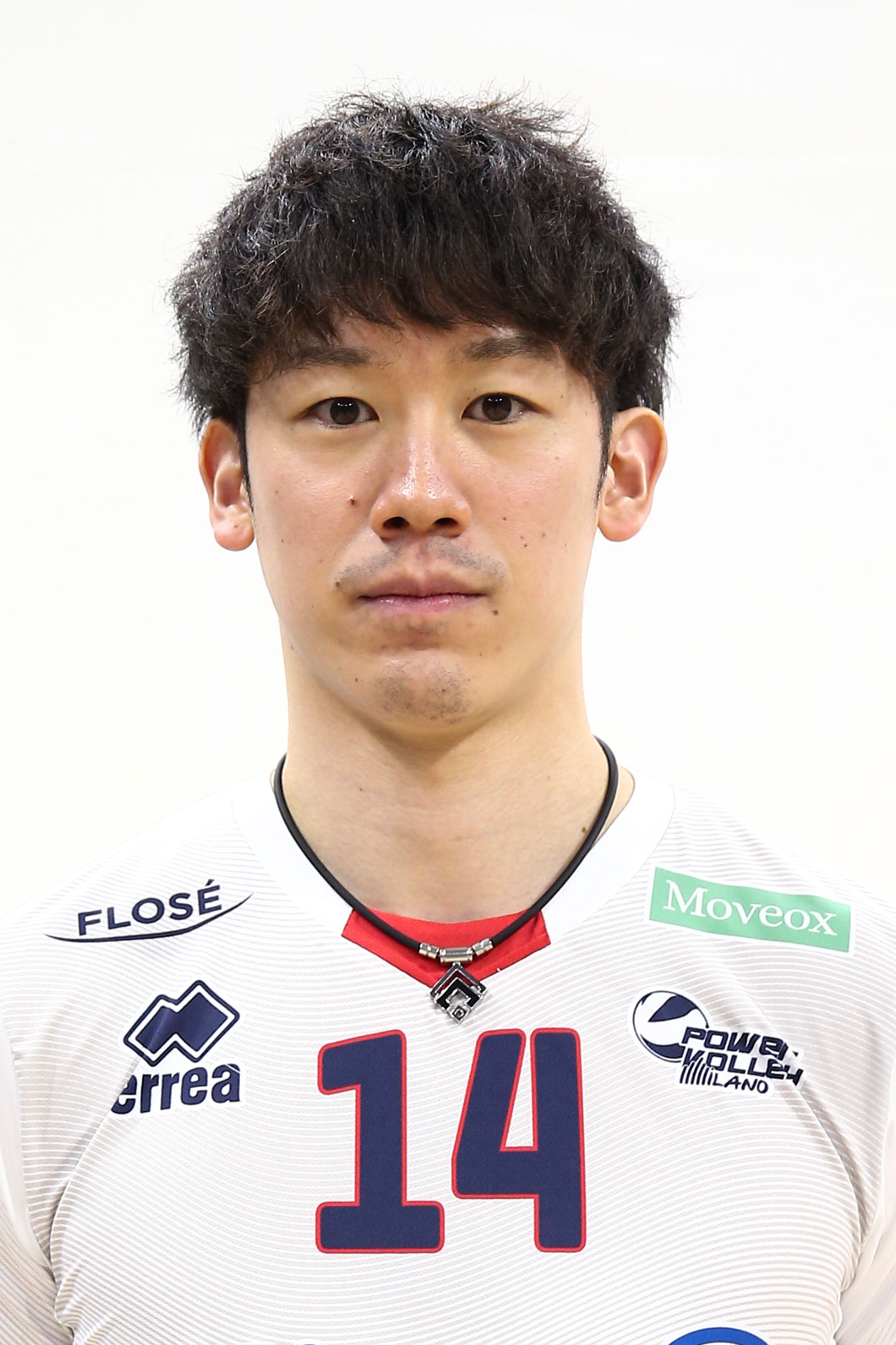
Yūki Ishikawa zawodnikiem Allianzu Milano w sezonie 2022/2023

Jego młodsza siostra Mayu, również gra zawodowo w siatkówkę. Pochodzi ze sportowej rodziny, gdyż starsza siostra też próbowała sił w siatkówce. Jego ojciec biegał w sprintach a mama grała w koszykówkę. Do 3 grudnia 2024 roku na Instagramie obserwowała go 1,9 miliona fanów. Ma własną figurą woskową w Madame Tussauds w Tokio. 

## Kariera klubowa
| Lata                      | Klub                 |
| 2013–2014                 | Uniwersytet Chūō     |
| 2014–2015 (od 08.12.2014) | Parmareggio Modena   |
| 2015–2016                 | Uniwersytet Chūō     |
| 2016–2018                 | Top Volley Latina    |
| 2018–2019                 | Emma Villas Siena    |
| 2019–2020                 | Kioene Padwa         |
| 2020–2024                 | Allianz Milano       |
| 2024–                     | Sir Susa Vim Perugia |

## Sukcesy klubowe
Puchar Włoch:
- 2015

Liga włoska:
- 2015
- 2024[8], 2025[9]

Puchar Challenge:
- 2021

Superpuchar Włoch:
- 2024[10]

Liga Mistrzów:
- 2025[11]

## Sukcesy reprezentacyjne
Mistrzostwa Azji Kadetów:
- 2012

Igrzyska Azjatyckie:
- 2014

Memoriał Huberta Jerzego Wagnera:
- 2015

Puchar Azji:
- 2016

Mistrzostwa Azji:
- 2017, 2023[12]
- 2021
- 2019

Liga Narodów:
- 2024[13]
- 2023[14]

## Nagrody indywidualne
- 2012: Najlepszy punktujący Mistrzostw Azji Kadetów
- 2015: Najlepszy przyjmujący Memoriału Huberta Jerzego Wagnera
- 2015: Najlepszy przyjmujący Pucharu Świata
- 2016: Najlepszy przyjmujący Światowego Turnieju Kwalifikacyjnego
- 2017: MVP i najlepszy przyjmujący Mistrzostw Azji
- 2019: Najlepszy przyjmujący Mistrzostw Azji
- 2019: Najlepszy przyjmujący Pucharu Świata
- 2021: Najlepszy przyjmujący Mistrzostw Azji
- 2023: Najlepszy przyjmujący turnieju finałowego Ligi Narodów[15]
- 2023: MVP Mistrzostw Azji
- 2024: Najlepszy przyjmujący turnieju finałowego Ligi Narodów[16]
- 2024: MVP Superpucharu Włoch